# دوبل (لاتفيا)
دوبل (بالإنجليزية: Dobele)‏ هي منطقة سكنية تقع في لاتفيا في لاتفيا. يقدر عدد سكانها بـ 11,391 نسمة ومساحتها 8 كم2 .

## المدن التوأمة
مدن كونين، بريانسك، Joniškis وشمولن هي مدن توأمة لـدوبل (لاتفيا).

## معرض صور

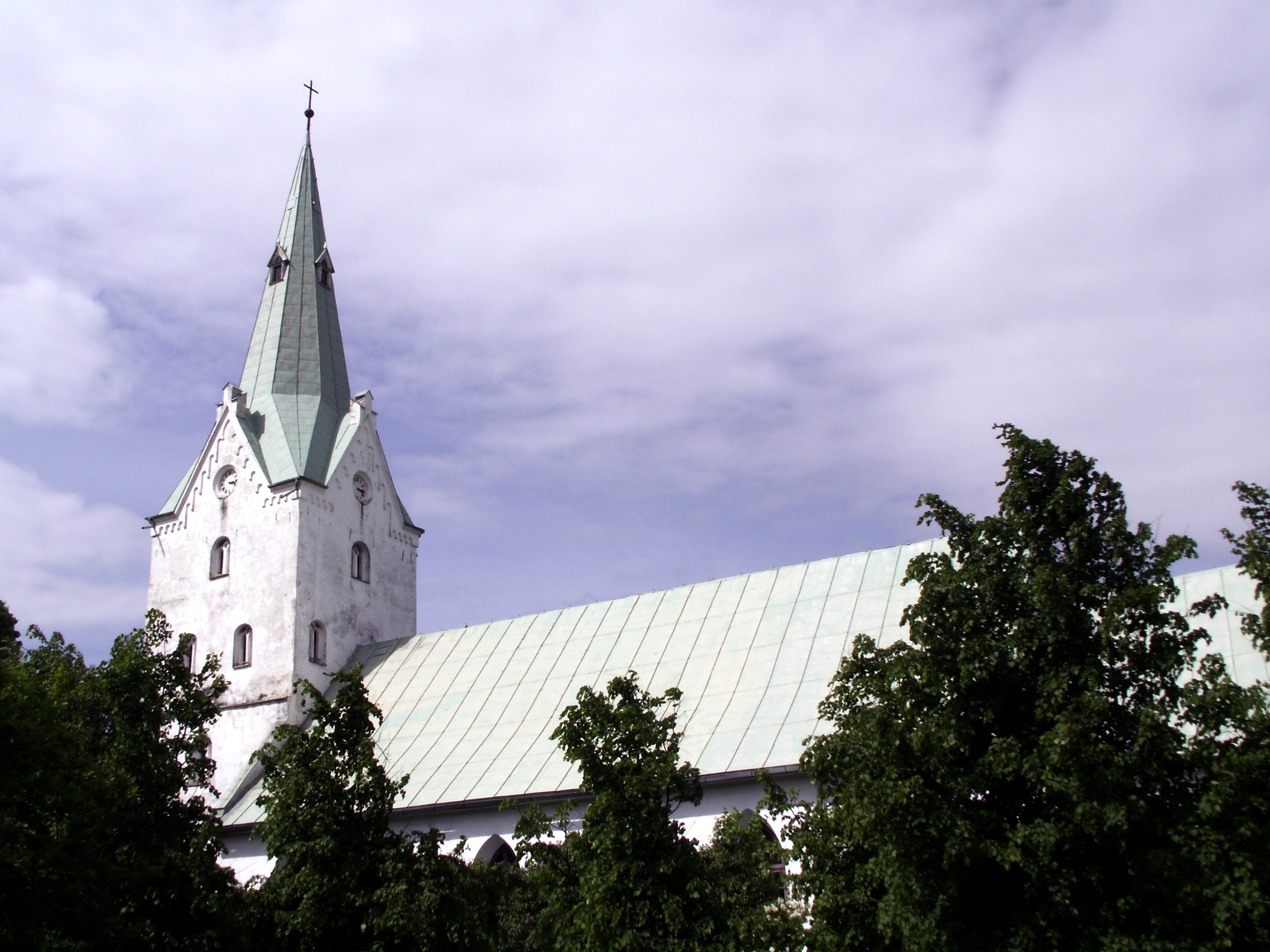
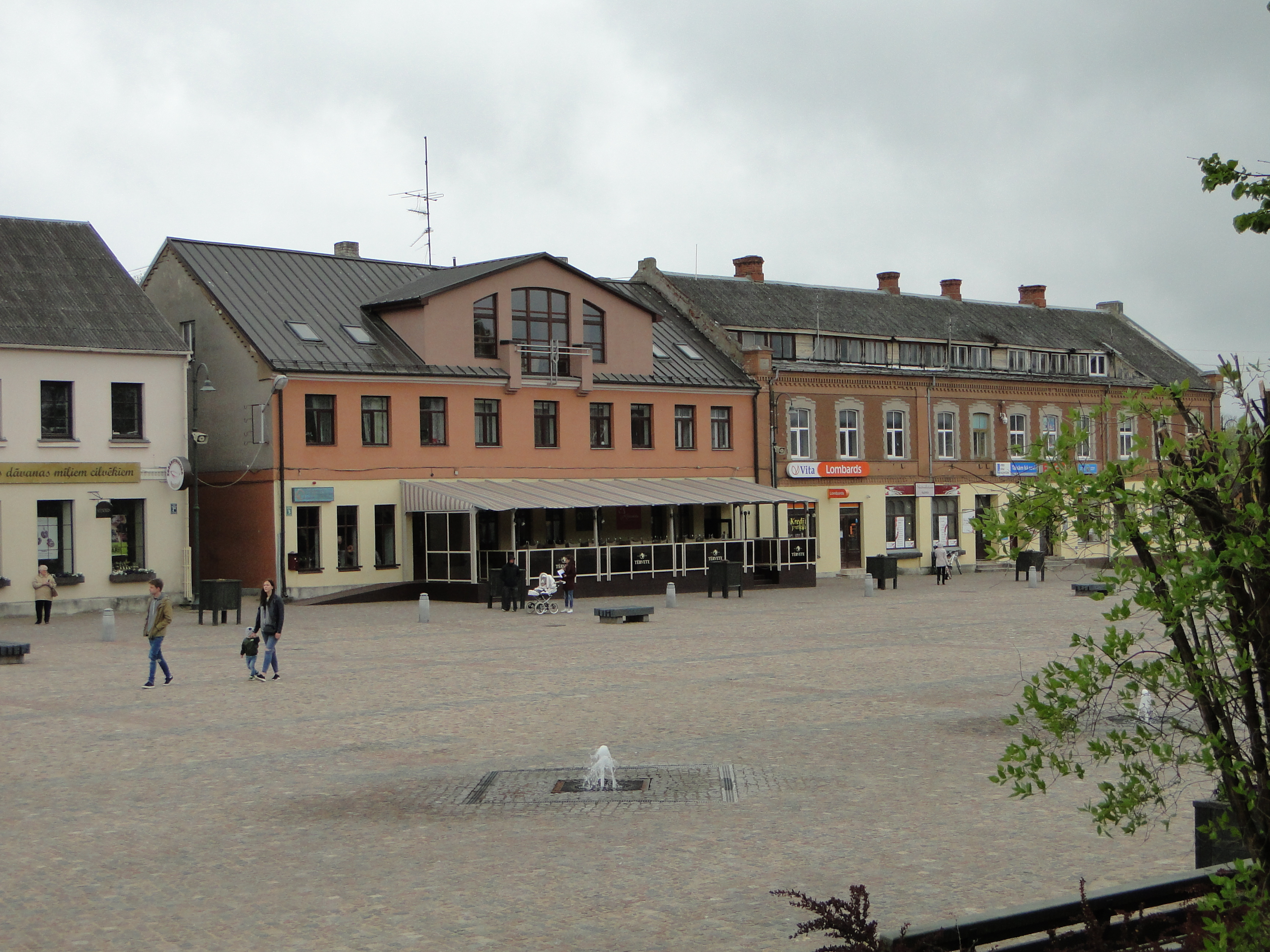
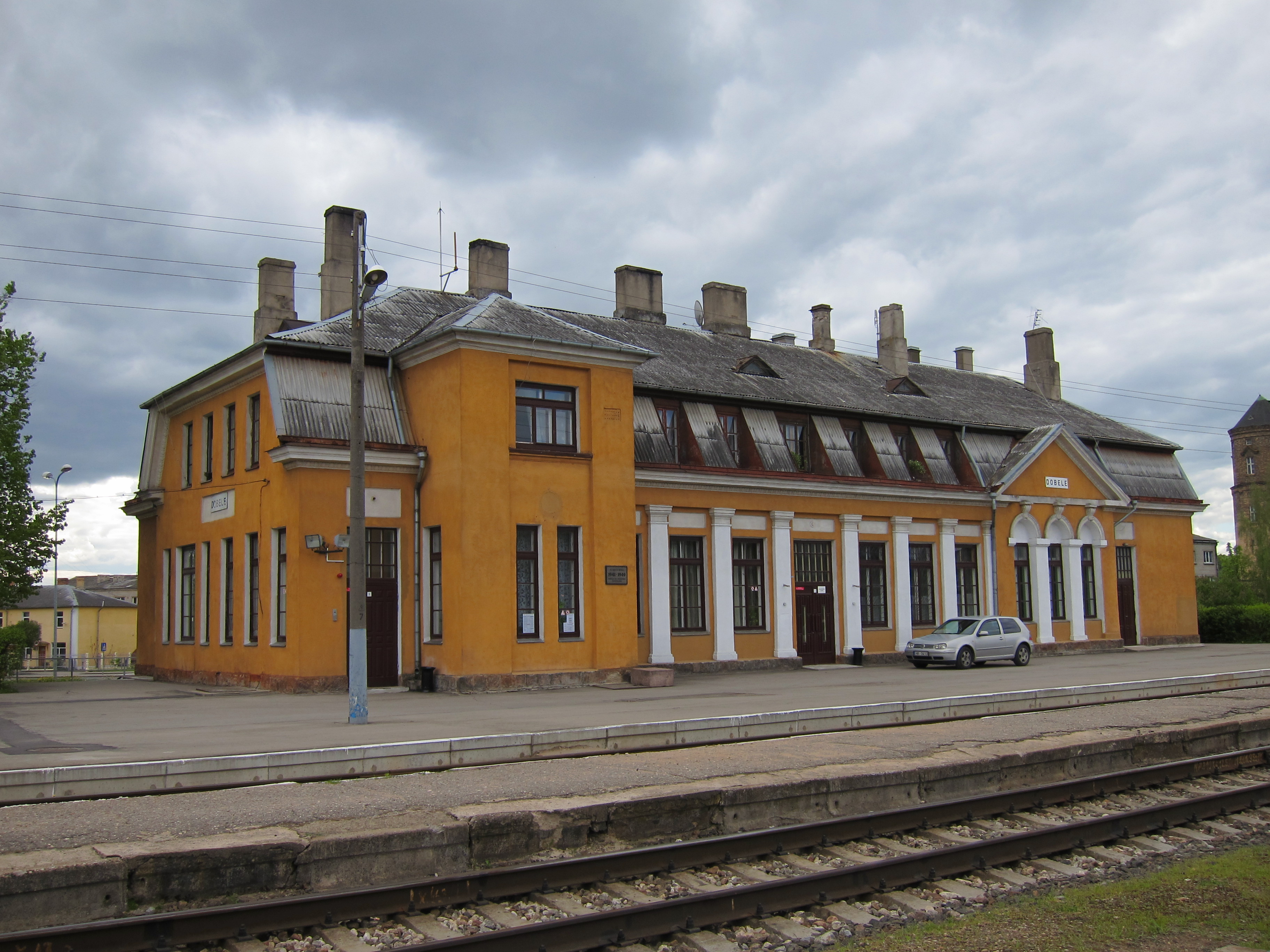
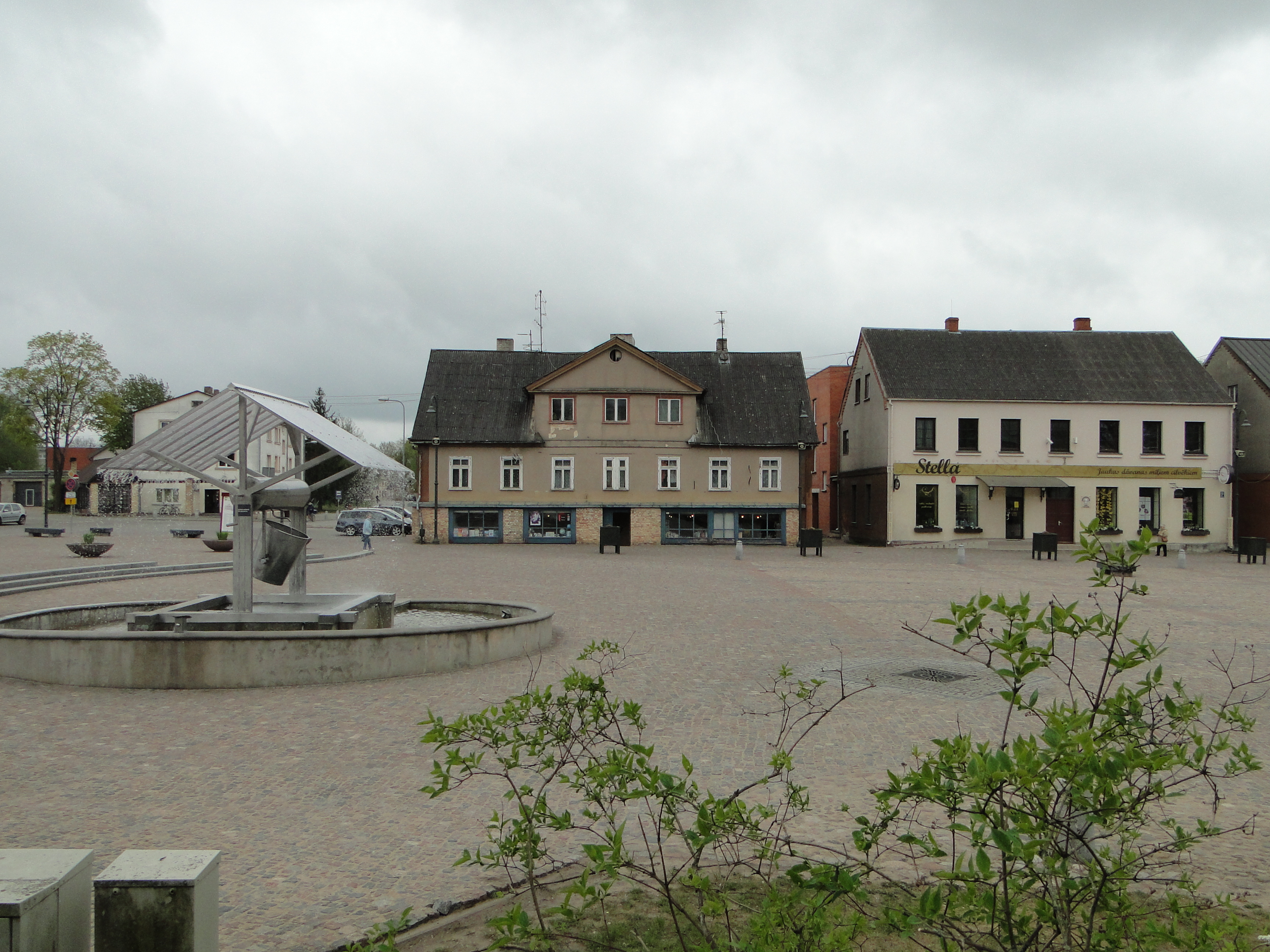
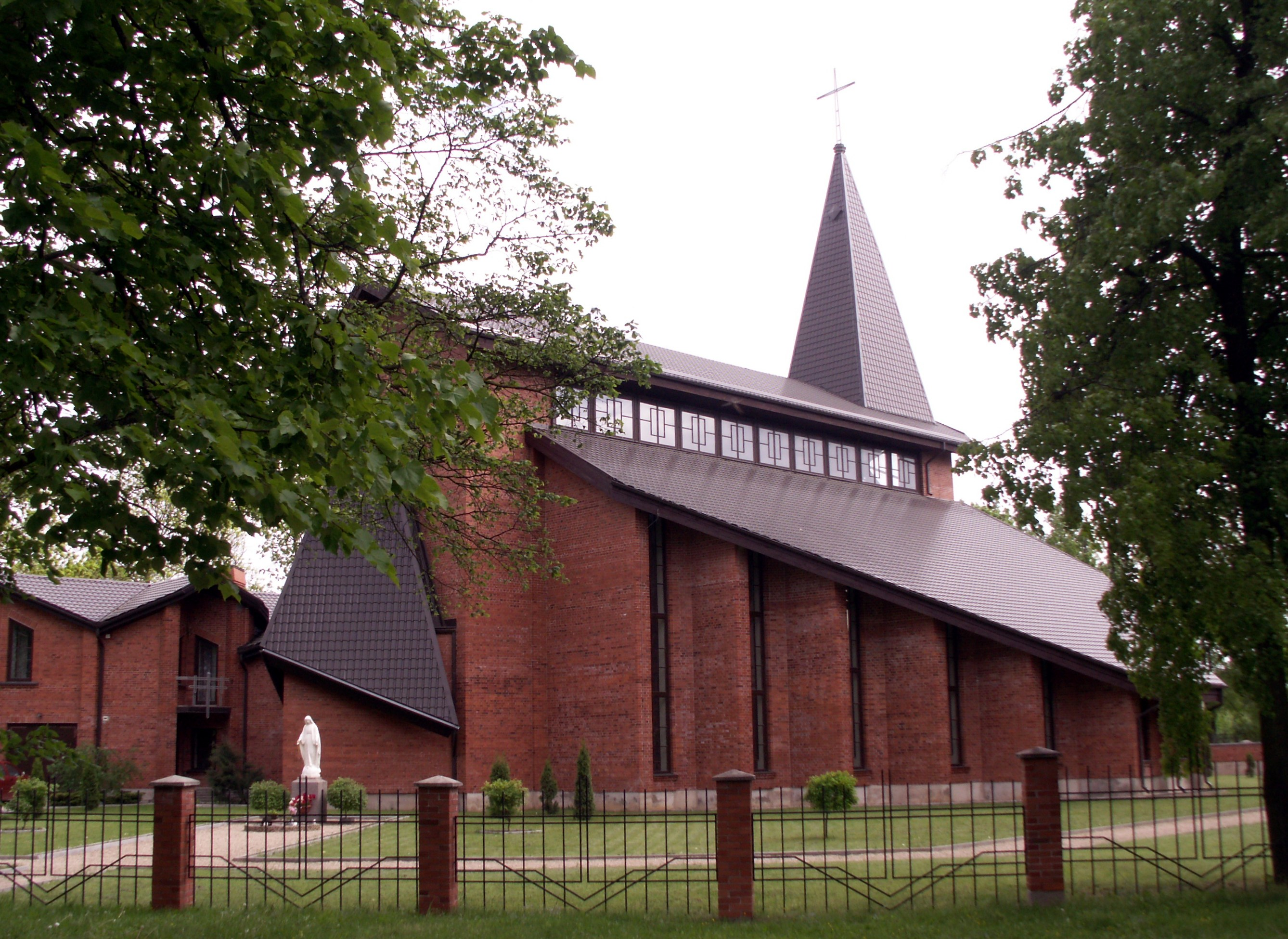

## أعلام
- اليكسي كودرين